# Gmina Chmielnik (Powiat Kielecki)
Die Gmina Chmielnik ist eine Stadt-und-Land-Gemeinde im Powiat Kielecki der Woiwodschaft Heiligkreuz in Polen. Ihr Sitz ist die gleichnamige Stadt mit etwa 3800 Einwohnern.

## Geschichte
Bei Verwaltungsreformen kam die Stadt 1975 zur Woiwodschaft Kielce und 1999 zur Woiwodschaft Heiligkreuz.

## Gliederung
Zur Stadt-und-Land-Gemeinde (gmina miejsko-wiejska) gehören neben der Stadt Chmielnik folgende 25 Dörfer mit einem Schulzenamt:
Borzykowa
Celiny
Chomentówek
Ciecierze
Grabowiec
Holendry
Jasień
Kotlice
Lipy
Lubania
Łagiewniki
Ługi
Minostowice
Piotrkowice
Przededworze
Suchowola
Suliszów
Suskrajowice
Szyszczyce
Sędziejowice
Śladków Duży
Śladków Mały
Zrecze Chałupczańskie
Zrecze Duże
Zrecze Małe

## Verkehr
Die Gemeinde wird durch die in nord-südliche Richtung verlaufende Landesstraße DK 73 von Tarnów nach Kielce durchzogen. Die Landesstraße DK 78 beginnt an der Grenze zu Tschechien und führt in den Hauptort der Gemeinde. Dort beginnt die Woiwodschaftsstraße DW 765, die nach Staszów im Osten führt.
Der nächstgelegene internationale Flughafen ist Krakau-Balice in 90 Kilometer Entfernung.